# 2008年6月

## 6月29日
- 2008，6月6日长乐市陈浩霖出生
- 2008年欧洲足球锦标赛：西班牙以1:0击败德国，夺得本届欧洲足球锦标赛冠军。BBC（页面存档备份，存于）
- 華南虎照片事件：陝西省政府召開新聞發布會，證實鎮坪縣農民周正龍拍攝的「華南虎」照片是一個用老虎畫拍攝的假虎照。涉嫌詐騙犯罪的周正龍已被批捕；有關的政府官員受到處分。明報网易
- 津巴布韦选举委员会宣布现任总统穆加贝在第二轮总统选举中击败反对党争取民主变革运动领导人茨万吉拉伊从而获得连任，随后，穆加贝宣誓就任新一任总统。BBC中文网（页面存档备份，存于）新华网

## 6月28日
- 中国贵州省瓮安县的上万民众因不满当地公安局对一名女学生死因的鉴定结果而引发骚乱，当地政府和公安局的大楼受到冲击和焚烧。Yahoo!香港BBC中文网（页面存档备份，存于）新华网（页面存档备份，存于）
- 巴基斯坦国防部长穆赫塔尔表示，总理吉拉尼已授权军方对巴基斯坦西北部地区的塔利班武装势力采取军事行动。同日，巴基斯坦准军事部队边防军在西北边境省的首府白沙瓦集结，开始对附近的塔利班武装发动进攻，这是巴基斯坦新任政府首次在西北边境用兵。新华网 Archive.today的存檔，存档日期2013-04-28新华网 Archive.today的存檔，存档日期2013-04-28

## 6月27日
- 朝鮮當地時間下午 4 時（中、港、台時間下午 3 時）公開炸毁寧邊郡原子能研究中心的核反應堆冷卻塔，中國大陸中國中央電視臺、美國CNN、韓國MBC、日本與俄羅斯五國電視台記者全程錄影採訪。中央廣播電台[]鳯凰資訊（页面存档备份，存于）
- 美国微软公司创始人比尔·盖茨卸任执行董事长职务，正式退出公司的日常管理工作，并将把580亿美元的财产全数捐作慈善。新华网（页面存档备份，存于）
- 危地马拉内政部长维尼乔·戈麦斯乘坐的直升机在危地马拉城以北地区坠毁，机上包括戈麦斯在内的4人全部丧生。新华网
- 塞尔维亚总统塔迪奇决定提名看守政府财长茨韦特科维奇为新一任政府总理。新华网 Archive.today的存檔，存档日期2013-04-28

## 6月26日
- 互联网名称与数字地址分配机构（ICANN）董事会投票通过一项大量增加顶级域名的提案，将在2009年开放个性化顶级域名的注册。networkworld新华网（页面存档备份，存于）
- 北韓政府提交其國內核子設備清單，美國總統允諾把北韓從「支持恐怖主義國家」的名單中除名，並解除貿易制裁。中時電子報[永久]聯合新聞網
- 美国最高法院根据宪法第二修正案首次裁定美国公民有权在用于个人用途的情况下拥有枪支，并推翻华盛顿特区严格的枪支管制法案。路透中国（页面存档备份，存于）新华网（页面存档备份，存于）

## 6月24日
- 法国总统萨科齐结束对以色列的访问，在本·古里安国际机场与以色列总统佩雷斯和总理奥尔默特告别时，一名以色列警察在附近开枪自杀。BBC中文网（页面存档备份，存于）新华网（页面存档备份，存于）

## 6月22日
- 台风风神自20日在菲律宾中部地区登陆以来，已造成至少229人死亡，另有一艘载有862人的群星公主号渡轮沉没，目前只找到38名幸存者。新华网（页面存档备份，存于）新华网（页面存档备份，存于）央视国际（页面存档备份，存于）竞报网
- 津巴布韦反对党争取民主变革运动领袖茨万吉拉伊宣布退出将于本月27日举行的第二轮总统选举。 新华网（页面存档备份，存于）

## 6月21日
- 台风风神自20日在菲律宾中部地区登陆以来，已造成该国至少14人死亡，数万人受灾。新华网（页面存档备份，存于）

## 6月20日
- 美国和法国联合开发的用于研究海平面变化的詹森-2海洋观测卫星在加利福尼亚州范登堡空军基地搭乘德尔塔-2型运载火箭发射升空。央视国际（页面存档备份，存于）新华网 Archive.today的存檔，存档日期2013-04-28
- 美国国家航空航天局的科学家经过分析凤凰号火星探测器发回的照片确认， 火星北极区域的表层底下存在冰。中国新闻网 （页面存档备份，存于）新华网（页面存档备份，存于）
- 台风风神在菲律宾中部地区登陆，造成载有862人的群星公主号渡轮沉没。新华网（页面存档备份，存于）新华网（页面存档备份，存于）央视国际（页面存档备份，存于）竞报网

## 6月19日
- 以色列－哈馬斯停火
  - 以色列政府和巴勒斯坦激进组织哈馬斯达成的加沙地带停火协议正式生效，双方进入为期6个月的停火期。BBC中文网（页面存档备份，存于）
- 欧盟首脑会议在布鲁塞尔开幕，欧盟各国外长在会议期间作出解除从2003年开始的对古巴的外交制裁的决定。新华网（页面存档备份，存于）

## 6月18日
- 以色列與哈馬斯組織達成停火協議，自 19 日早上 6 時（中、港、台時間下午 1 時）起對加薩走廊和週邊地區停火。BBC中文網（页面存档备份，存于）大紀元[]中時新聞網（页面存档备份，存于）
- 中国和日本兩國政府宣布，双方就东海问题達成原則共識，除在东海选择一个区块进行共同开发外，日本企业还将依据中国法律参与合作开发春曉油氣田。網易和讯网（页面存档备份，存于）新华网（页面存档备份，存于）
- 阿富汗政府军和北约部队联合对坎大哈省的塔利班武装进行打击，夺回数个村庄，行动中共有20多名塔利班武装人员和2名阿富汗政府军士兵阵亡。新华网

## 6月17日
- 2008年NBA總決賽
  - 美国波士頓凱爾特人队在主场举行的第6场比赛中擊敗洛杉磯湖人队，奪得總冠軍。NZ Stuff中国新闻网
- 第四次中美战略经济对话在美国安纳波利斯开幕。中国国务院副总理王岐山和美国财长保尔森作为两国元首的特别代表共同主持对话会。新华网

## 6月16日
- 中国南方广东、广西、湖南、江西等9个省级行政区自6月6日开始的洪涝灾害已造成63人死亡，13人失踪，166万人紧急转移安置。新华网 Archive.today的存檔，存档日期2013-04-28

## 6月15日
- 科索沃獨立
  - 科索沃獨立後的首部新憲法生效，確立科索沃為一個議會制共和國，科索沃總統塞伊迪烏簽署法律，設立國防部和外交部等部門，並建立軍隊。中國新聞網[永久]BBC中文網（页面存档备份，存于）

## 6月14日
- 日本岩手縣奥州市和宫城县原市一带发生黎克特制7.2级地震，造成至少6人死亡，15人失踪。新华社（页面存档备份，存于）、BBC（页面存档备份，存于）、香港文匯報（页面存档备份，存于）新华网（页面存档备份，存于）

## 6月13日
- 美國因為進食西紅柿感染沙門氏菌的人數增至228人，有病例州份增至23個。美聯社[]
- 中國大陸海協會会长陈云林和台灣海基會董事长江丙坤在北京簽署关于两岸周末包机和大陆居民赴台旅遊两项協議。中時電子報[永久]新华网（页面存档备份，存于）
- 欧盟新宪法条约《里斯本条约》在爱尔兰的全民公决中被否决，欧盟一体化进程再次陷入困境。泰晤士報（页面存档备份，存于）新华网（页面存档备份，存于）
- 美國中西部密西西比河沿岸地区自一周前开始的洪灾仍在持續，已造成至少20人死亡。網易
- 西班牙萨拉戈萨世界博览会在风景秀丽的埃布罗河衅开幕。文新传媒[]

## 6月12日
- 古巴运动员戴龙·罗伯斯在捷克俄斯特拉发田径大奖赛男子110米栏的比赛中跑出了12秒87的成绩，而这一成绩也打破了此前由中国选手刘翔所保持的世界纪录。新浪（页面存档备份，存于）
- 美國最高法院以5-4裁定，被囚禁於關塔那摩灣海軍基地的嫌犯可向聯邦法院上訴。芝加哥論壇報
- 津巴布韋反對派爭取民主變革運動的秘書長比迪被捕，控以叛國罪。法新社

天水圍一對天龍八部機迷的子女，因饑餓難耐，他們私自從三十四樓的家沿水管攀爬下樓，險象環生，最後母親被警方拘捕，事件引起社會關注。

## 6月11日
- 中華民國海基會董事長江丙坤率團下午抵達北京首都機場，将展開海基會與海協會恢复接触后的首次商谈。中時電子報[永久] 新华网（页面存档备份，存于）
- 日本参议院通过对首相福田康夫的問責決議，这是日本參議院在二战之后首次通过对首相的問責议案。BBC中文网（页面存档备份，存于）
- 美国伽马射线大区域太空望远镜在佛罗里达州卡纳维拉尔角空军基地发射升空，将成为2000年退役的康普顿伽马射线太空望远镜的继任者。新华网（页面存档备份，存于）
- 尼泊尔前国王贾南德拉搬离首都加德满都的纳拉扬希蒂王宫，暂居于首都近郊的讷格尔朱纳王宫。新华网（页面存档备份，存于）
- 挪威國會以84-41批准同性婚姻，2009年1月1日生效，使挪威成為全球第6個容許同性婚姻的國家。法新社
- 加拿大总理斯蒂芬·哈珀在首都渥太华的联邦议会众议院向历史上旨在同化土著居民的寄宿学校受害者正式道歉。新华网 Archive.today的存檔，存档日期2013-04-28

## 6月10日
- 日本海上保安廳巡防艦「甑號」在釣魚台海域撞沉台籍聯合號海釣船，引發日本與中華民國艦艇對峙，釣魚台爭議再起。聯合新聞網（页面存档备份，存于）
- 韩国总理韩升洙因向美国开放牛肉市场从而引发的国内政治危机而向总统李明博递交了他和内阁成员的辞呈。而在首尔，有7万民众继续进行抗议示威。聯合新聞網（页面存档备份，存于）新华网（页面存档备份，存于）
- 从约旦安曼起飞的苏丹航空公司109次航班在苏丹喀土穆降落时引擎爆炸起火焚烧，造成至少28人死亡，53人失踪。中廣新聞網[]BBC中文网（页面存档备份，存于）
- 利比亞領袖菲在一個高峰會上呼籲抵制法國提出的地中海聯盟計劃，指其離間阿拉伯聯盟和非洲聯盟的團結。路透社
- 5月31日在中国四川省汶川县映秀镇失事的一部汶川大地震救灾直升机被寻获，包括5名机组人员在内的18人遇难。中国军网

## 6月9日
- 蘋果公司推出最新的iPhone。商業周刊（页面存档备份，存于）

## 6月8日
- 日本東京秋葉原發生街頭襲擊事件，7人死亡，10人受傷。路透社（页面存档备份，存于）
- 纳达尔在法国网球公开赛男单决赛中战胜费德勒，连续第4年获得该项比赛的冠军。CNN（页面存档备份，存于）
- 美国IBM公司和洛斯阿拉莫斯国家实验室展示了他们开发的世界首台运算速度达每秒1千万亿次的超级计算机Roadrunner。新华网（页面存档备份，存于）

## 6月7日
- 2008年欧洲足球锦标赛在瑞士巴塞尔圣雅各布公园球场开幕。新華網（页面存档备份，存于）
- 2008年美國總統選舉：民主黨的參選人希拉里·克林頓宣佈停止競選活動，並支持四天前已獲得足夠黨代表票的巴拉克·奧巴馬。紐約時報（页面存档备份，存于）
- 香港連場暴雨，引致多處水浸及山泥傾瀉。

## 6月6日
- 日本国会参众两院通过决议，首次承认阿伊努族是日本的原住民族，并要求政府采取措施提高其社会地位。联合新闻网[]人民网（页面存档备份，存于）

## 6月5日
- 義大利外交部長佛拉第尼於羅馬舉辦的「世界糧食安全高峰會議」，建議成立「世界糧食銀行」，進行策略性存糧，期以解決糧食安全問題。中時新聞
- 土耳其宪法法院否决土耳其议会在2月9日通过的允许妇女在大学戴头巾的宪法修正案。新浪网（页面存档备份，存于）

## 6月4日
- 東京、里約熱內盧、芝加哥和馬德里成為2016年夏季奧林匹克運動會候選城市的最後四強。彭博
- 津巴布韦反对党争取民主变革运动的领导人茨万吉拉伊在开展总统选举的竞选活动中，被警察短暂扣留了8小时后释放。美国之音中文网

## 6月3日
- 2008年美國總統選舉：伊利諾伊州參議員巴拉克·奧巴馬獲得足夠黨代表票數成功贏得民主黨總統候選人提名。AP via TimeBBC（页面存档备份，存于）
- 由联合国粮食及农业组织发起的“世界粮食安全与气候变化及生物能源的挑战”高级别会议在意大利罗马开幕，100多个国家和国际组织的代表参加会议。新华网（页面存档备份，存于）

## 6月2日
- 韓國政府農業部在群眾壓力下宣布，押後恢復自美國進口牛肉的決定。法新社[]
- 巴基斯坦伊斯兰堡的丹麦大使馆（英语：List of diplomatic missions of Denmark）附近发生自杀式汽车炸弹爆炸事件，导致至少8人死亡。新华网（页面存档备份，存于）
- 中国联通宣布，将以换股的方式合并中国网通，合并交易总规模按中国联通股票市值计算约为4391.67亿港元。同时将以1100亿元人民币的价格向中国电信出售CDMA网络。新华网（页面存档备份，存于）新华网（页面存档备份，存于）
- 马其顿共和国总理格鲁埃夫斯基宣布，他领导的马其顿内部革命组织民族统一民主党在1日举行的马其顿议会选举中获得压倒性胜利。新华网 Archive.today的存檔，存档日期2013-04-28

## 6月1日
- 呂宋海峽發生黎克特制6.4級地震。星島日報[]、CNN.com（页面存档备份，存于）
- 澳大利亚军队按照总理陆克文的承诺，将驻扎在伊拉克南部的最后500多人的看守作战部队撤离回澳大利亚的布里斯班。衛報（页面存档备份，存于）新华网（页面存档备份，存于）